# Amphibolia rupis-arcuatae
Amphibolia rupis-arcuatae är en isörtsväxtart som först beskrevs av Moritz Kurt Dinter, och fick sitt nu gällande namn av H. E. K. Hartmann. Amphibolia rupis-arcuatae ingår i släktet Amphibolia och familjen isörtsväxter. Inga underarter finns listade i Catalogue of Life.